# 安方 (青森市)
安方（やすかた）は青森県青森市の地名。一丁目、二丁目が存在する。郵便番号030-0803。

## 地理
青森市中心地区の北寄り、海岸沿いに位置している。

## 交通
柳川にあるJR東日本・青い森鉄道青森駅の敷地と接している。
バス路線は、シャトルdeルートバス ねぶたん号（三内丸山遺跡前－棟方志功記念館前間）の停留所が次の通り設置されている。
- アスパム前

## 歴史
藩政時代以前から存在する漁村であったと考えられる。古くからここに善知鳥神社（うとうじんじゃ）があったと伝えられる。「善知鳥」又は「悪知鳥」と書いて「やすかた」と読む場合もあった。藩政時代に入り、寛永年間の初頭、この村の東方に青森の港町が建設されると、安方はそのなかに含まれることとなった。また、安方町の西には、越前（現 福井県）出身者が多かった越前町があった。その後、安方町に包摂された。
明治はじめ、安方の北に接する、市街地化されていなかった土地に、新安方町が置かれた。その頃まで、安方は静かな漁師町ではあったが、1891年（明治24年）に鉄道が青森駅まで開業すると、駅前に位置することから、土産物店・旅館・運送店等が立ち並び、活況を呈するようになった。但し、明治末頃、青森駅の改築により、正面玄関が新町通り奥に移ると、街の繁栄は、次第に新町通りに移っていった。
1968年（昭和43年）9月1日、青森市中部地区の住居表示実施により、安方一・二丁目が設置された。
- 安方一丁目 - 新安方、安方の各一部
- 安方二丁目 - 新安方、安方、新町、新浜町、浜町、大町、米町、第一埠頭の各一部

かつて、安方には安方物揚場（岸壁）があり、ここは北洋漁業のひとつの拠点であった。そこに隣接して、魚市場があり、水揚げも行われた。周辺には倉庫が数多くみられたが、1980年代中頃近くになり、物揚場前の埋め立てが行われると、安方の海岸に建つ倉庫の多くが取り壊された。現在は、アスパム・青い森公園等に変わっている。

## 施設
- ねぶたの家 ワ・ラッセ
- 青森県水産ビル
- 青森県観光物産館 - アスパム
- 青い海公園
- 善知鳥神社